# Masicera brevis
Masicera brevis är en tvåvingeart som beskrevs av Macquart 1851. Masicera brevis ingår i släktet Masicera och familjen parasitflugor.
Artens utbredningsområde är Schweiz. Inga underarter finns listade i Catalogue of Life.